# Challenger de Raanana 2015
El Electra Israel Open 2015 fue un torneo de tenis profesional jugado en canchas duras. Se disputó la cuarta edición del torneo que formó parte del circuito ATP Challenger Tour 2015. Se llevó a cabo en Raanana, Israel entre el 30 de marzo y el 5 de abril de 2015.

## Jugadores participantes del cuadro de individuales
| Favorito | País                  | Jugador               | Rank1 | Posición en el torneo |
| -------- | --------------------- | --------------------- | ----- | --------------------- |
| 1        | Bandera de Eslovenia  | Blaž Kavčič           | 88    | Segunda ronda         |
| 2        | Bandera de Eslovaquia | Lukáš Lacko           | 99    | FINAL                 |
| 3        | Bandera de Eslovenia  | Blaž Rola             | 101   | Cuartos de final      |
| 4        | Bandera de Turquía    | Marsel İlhan          | 102   | Cuartos de final      |
| 5        | Bandera de Israel     | Dudi Sela             | 112   | Primera ronda, retiro |
| 6        | Bandera de Francia    | Lucas Pouille         | 114   | Primera ronda         |
| 7        | Bandera de Kazajistán | Aleksandr Nedovyesov  | 118   | Primera ronda         |
| 8        | Bandera de Rusia      | Alexander Kudryavtsev | 128   | Primera ronda         |

- 1 Se ha tomado en cuenta el ranking del 2 de marzo de 2015.

### Otros participantes
Los siguientes jugadores recibieron una invitación (wild card), por lo tanto ingresan directamente al cuadro principal (WC):
- Bar Tzuf Botzer
- Amir Weintraub
- Tal Goldengoren
- Laslo Djere

Los siguientes jugadores ingresan al cuadro principal tras disputar el cuadro clasificatorio (Q):
- Iñigo Cervantes
- Andrea Arnaboldi
- Matteo Viola
- Karen Jachanov

## Campeones

### Individual Masculino
- Nikoloz Basilashvili derrotó en la final a  Lukáš Lacko, 4–6, 6–4, 6–3

### Dobles Masculino
- Mate Pavić  /  Michael Venus derrotaron en la final a  Rameez Junaid /  Adil Shamasdin, 6–1, 6–4